# Wielingen (navire)
Le Wielingen était une frégate de classe Wielingen de la composante marine belge . Son indicatif visuel était le F910.
Cette unité fut retirée du service le 20 novembre 2006 pour être vendu à la marine bulgare le 9 février 2009, devenant le Verni.

## Histoire
Le Wielingen fut construit au chantier naval de Boel, près de Temse, et lancé le 30 mars 1976.

## Déploiements opérationnels
- Durant l'opération Southern Brezze, le Wielingen relaya le Wandelaar de la même classe, dans l'Océan Indien, dès le 19 mars 1991. Il y secourra notamment 25 naufragés lors de deux opérations de secours.

- Opération Southern Breeze II : le Wielingen quitte Zeebruges le 5 septembre 1995, avec à son bord 162 membres d'équipage, dont huit femmes. Le navire est placé sous contrôle opérationnel des États-Unis. Il navigue dans une zone d'opérations située entre le 29e parallèle et les eaux territoriales irakiennes et iraniennes. Il rentre à Zeebruges le 27 janvier 1996.